# 高解析度音频
高解析度音频（英語：High-resolution audio）也被称为 High-definition audio或Hi-Res audio，是一些录制音乐零售商和高保真还音设备供应商所使用的营销术语。它指的是采样率高于或等於48 kHz和（或）位深高于16-bit的音訊。因为它通常代表了96 kHz（或甚至更高的采样率），所以有时也会写作“96k”，意味着 48 kHz的奈奎斯特频率。但也存在被标为HD Audio的44.1 kHz，24-bit的音乐

## 定义

一些高解析度音频格式的近似动态范围与带宽

高解析度音频通常表示拥有比音乐CD（44.1 kHz/16bit）拥有更高采样率和（或）位深的音乐文件。
在2014年，美國唱片業協會(RIAA），与美国消费电子产品协会，数字娱乐集团（DEG）和The Recording Academy Producers & Engineers Wing合作，制订了一个高分辨率音频标准。此标准表示：“无损音频能够再现音乐录制时全频段的声音，这些音频有着比CD（48kHz/20-bit或更高位深）更好的音质，并能表现艺术家，制作人或工程师最初的意图。
这包括了采样率高于44,100 Hz，位深高于16-bit的由PCM编码的音频和使用如PDM编码技术的音频。
能够储存高解析度音频的文件格式包括FLAC，ALAC，WAV，AIFF和用于Super Audio CD（SACD）的DSD 。

## 历史
首个尝试推出高解析度音频的是的于1995年发布的High Definition Compatible Digital。接下来出现了三种声称其音质优于音乐CD的光碟格式，包括1998年发布的DAD，1999年发布的SACD与2000年发布的DVD-Audio，但它们都没有被广泛使用
随着21世纪初在线音乐零售的兴起，2008年HDtracks推出了高解析度音频下载。
进一步在光碟上推广高解析度音频的尝试包括，Blu-ray2009年发布的的Pure Audio与2013年发布的High Fidelity Pure Audio而尼爾·楊的Pono服务的发布，则加剧了2014年在线高解析度音频服务的竞争。
而带有“Hi-Res AUDIO”标志的消费类音频产品则代表此设备符合日本电子情报技术产业协会（JEITA）所定义的高解析度音频的产品所需的规格。
最近，为重建自身在消费类音频产品领域的领导地位，索尼提供了一系列高分辨率音频产品，以重申其对高分辨率音频领域发展的承诺。

## 争议
对于音乐CD上的高解析度音频是否有任何好处存在争议：
- “制作用于SACD的DSD的过程中能获得更多的声音细节，而无法利用CD来重现这样清晰通透的声音。”[11]--位于圣彼得堡销售Super Audio CD的马林斯基唱片公司（英语：Mariinsky Theatre#The Mariinsky record label）称
- “高解析度音频的主要优点是其卓越的音质，像24-bit/96k或24-bit/192kHz的音频文件”  “因此它能更贴近音乐家与工程师们在工作室中创作的作品。然而，一些人一如既往地听不出其中的差异。因此如果你看不出或听不出其中的差异，请选择省钱（的选项）”--What Hi-Fi?（英语：What Hi-Fi? Sound and Vision）[4]

同样，有一些其他的观点对高解析度音频表达了怀疑，乃至高度批判的态度：
- “如果他们（音乐公司）首先关心音质，他们便会使他们发布的作品的在所有格式（MP3, FLAC, CD, iTunes, or LP）中都听起来都很棒。”--CNET[12]
- “没有人支付得起不切实际的矫枉过正。”--Gizmodo[2]
- “这个是在解决一个实际不存在的问题，一个基于消费者无知与骗人的商业模式。”--Xiph.org[13]

商业杂志《彭博商业周刊》建议对高解析度音频保持谨慎：“鉴于消费品电子公司推动进步的历史，其主要属性是要求每个人都购买新的产品，因此消费者有理由保持警惕。”
大多数通过盲听测试的早期论文所得出的结论是，参见测试的听众样本是听不出差异的。双盲测试表明音乐家与作曲家无法分辨16-bits 48 kHz的高解析度音频。 一个2014年的论文表明，使用过时的方法的抖动处理在盲听测试中会产生可听见区别。